# Moosinning
Moosinning is een gemeente in de Duitse deelstaat Beieren, en maakt deel uit van het Landkreis Erding.
Moosinning telt 6.004 inwoners.
Berglern ·
Bockhorn ·
Buch am Buchrain ·
Dorfen ·
Eitting ·
Erding (stad) ·
Finsing ·
Forstern ·
Fraunberg ·
Hohenpolding ·
Inning am Holz ·
Isen ·
Kirchberg ·
Langenpreising ·
Lengdorf ·
Moosinning ·
Neuching ·
Oberding ·
Ottenhofen ·
Pastetten ·
Sankt Wolfgang ·
Steinkirchen ·
Taufkirchen (Vils) ·
Walpertskirchen ·
Wartenberg ·
Wörth